# Flory Yangao
Flory Yangao (ur. 13 stycznia 2002 w Bangi) – środkowoafrykański piłkarz grający na pozycji prawego obrońcy. Jest wychowankiem klubu Olympic Real de Bangui.

## Kariera klubowa
Swoją karierę Yangao rozpoczął w klubie Olympic Real de Bangui. W sezonie 2019/2020 zadebiutował w jego barwach w pierwszej lidze środkowoafrykańskiej. W sezonach 2021/2022 i 2022/2023 wywalczył z nim dwa mistrzostwa Republiki Środkowoafrykańskiej.

## Kariera reprezentacyjna
W reprezentacji Republiki Środkowoafrykańskiej Yangao zadebiutował 26 marca 2021 roku w zremisowanym 2:2 meczu kwalifikacji do Pucharu Narodów Afryki 2021 z Burundi.